# Diplazium plantaginifolium
Diplazium plantaginifolium är en majbräkenväxtart som först beskrevs av Carl von Linné och som fick sitt nu gällande namn av Ignatz Urban.
Diplazium plantaginifolium ingår i släktet Diplazium och familjen Athyriaceae. Inga underarter finns listade i Catalogue of Life.